# Drama hindú
Un drama indio o drama hindú es una producción audiovisual escrita, producida y filmada en la India equivalente a las telenovelas es un formato televisivo en la programación diaria.
Presentado en episodios transmitidos en canales de televisión de este país. Muchos «seriales», como se los llama, han ganado popularidad en el extranjero, a través de Asia del Sur y más allá en Afganistán, el sudeste de Asia, y entre los diáspora india en otros lugares. Algunas también han sido dobladas al mandarín y ha ganado popularidad en China.
Se emiten también en el extranjero: en el Reino Unido, EE. UU., y algunas partes de Europa, Sudáfrica y Australia.

## Principales canales
- Star One
- NDTV Imagine
- 9X TV
- Sab TV
- Zee TV
- Sony Entertainment Television India
- Star Plus Archivado el 4 de enero de 2015 en Wayback Machine.
- Star Utsav
- Sahara One
- Colors, Viacom 18
- Sun TV India (enlace roto disponible en Internet Archive; véase el historial, la primera versión y la última).
- Star Plus
- in Puthuyugam TV
- Polimer TV
- Kalaignar Network (enlace roto disponible en Internet Archive; véase el historial, la primera versión y la última).
- Jaya Network
- Raj Network
- Maa TV